# Takahiro Shimotaira
Takahiro Shimotaira (født 18. december 1971) er en tidligere japansk fodboldspiller og træner.
Han har spillet for flere forskellige klubber i sin karriere, herunder Kashiwa Reysol og FC Tokyo.
Han har tidligere trænet Kashiwa Reysol.